# صوفی احمد (چاراویماق)
صوفی‌احمد یکی از روستاهای استان آذربایجان شرقی است که در دهستان چاراویماق شرقی بخش شادیان شهرستان چاراویماق واقع شده‌است.این روستا ۱۰۸ نفر جمعیت دارد.